# I Can Help
| Recensione              | Giudizio |
| ----------------------- | -------- |
| AllMusic                | [ 2 ]    |
| Robert Christgau        | B+       |
| Dizionario del Pop-Rock | [ 4 ]    |

I Can Help è il primo album discografico del cantante e musicista country statunitense Billy Swan, pubblicato dall'etichetta discografica Monument Records nel novembre del 1974.

## Tracce
Lato A
1. Lover Please – 2:50 (Billy Swan) – Registrato nell'ottobre del 1974
2. I Can Help – 4:00 (Billy Swan) – Registrato nell'ottobre del 1974
3. I'm Her Fool – 3:05 (Dennis Linde, Billy Swan) – Registrato nell'ottobre del 1974
4. I'd Like to Work for You – 2:57 (Billy Swan) – Registrato nell'ottobre del 1974
5. Shake, Rattle and Roll – 3:04 (Charles E. Calhoun) – Registrato nell'ottobre del 1974

Lato B
1. Queen of My Heart – 3:03 (Benny Whitehead, Billy Swan) – Registrato nell'ottobre del 1974
2. Don't Be Cruel (Slow Version) – 4:15 (Otis Blackwell, Elvis Presley) – Registrato nell'ottobre del 1974
3. Wedding Bells – 4:12 (Claude Boone) – Registrato (circa) nel novembre del 1973
4. Ways of a Woman in Love – 3:48 (Charlie Rich, Bill Justis) – Registrato nell'ottobre del 1974
5. P. M. S. (Post Mortem Sickness) – 3:00 (Dulin Lancaster, Billy Swan) – Registrato (circa) nel novembre del 1973

## Musicisti
Lover Please
- Billy Swan - voce
- Reggie Young - chitarra elettrica
- John Christopher - chitarra elettrica
- Dennis Linde - chitarra acustica
- David (Louie) Kielhofner - sassofono
- Bobby Wood - pianoforte
- Bobby Emmons - organo
- Mike Leech - basso
- Hayward Bishop - batteria

I Can Help
- Billy Swan - voce, organo
- John Christopher - chitarra acustica
- Chip Young - chitarra elettrica
- Reggie Young - chitarra elettrica
- Mike Leech - basso
- Hayward Bishop - batteria
- Ginger Holladay - accompagnamento vocale, coro
- Mary Holladay - accompagnamento vocale, coro
- Lea Jane Berinati - accompagnamento vocale, coro
- Bowser - britches leg

I'm Her Fool
- Billy Swan - voce
- John Christopher - chitarra acustica
- Dennis Linde - chitarra acustica
- Reggie Young - chitarra elettrica
- Bobby Wood - pianoforte
- Bobby Emmons - organo
- Ron Eades - corno
- Harrison Callaway - corno
- Mike Leech - basso
- Hayward Bishop - batteria
- Ginger Holladay - accompagnamento vocale, coro
- Mary Holladay - accompagnamento vocale, coro
- Lea Jane Berinati - accompagnamento vocale, coro

I'd Like to Work for You
- Billy Swan - voce
- John Christopher - chitarra acustica
- Dennis Linde - chitarra acustica
- Reggie Young - chitarra elettrica
- Bobby Wood - pianoforte
- Bobby Emmons - organo
- Ron Eades - corno
- Harrison Callaway - corno
- Mike Leech - basso
- Hayward Bishop - batteria
- Ginger Holladay - accompagnamento vocale, coro
- Mary Holladay - accompagnamento vocale, coro
- Lea Jane Berinati - accompagnamento vocale, coro

Shake, Rattle and Roll
- Billy Swan - voce
- Dennis Linde - chitarra acustica
- John Christopher - chitarra acustica
- Reggie Young - chitarra elettrica
- Bobby Wood - pianoforte
- Bobby Emmons - organo
- Mike Leech - basso
- Hayward Bishop - batteria
- The Reggie Youngunaires - accompagnamento vocale, cori

Queen of My Heart
- Billy Swan - voce
- John Christopher - chitarra acustica
- Dennis Linde - chitarra acustica
- Reggie Young - chitarra elettrica
- Bobby Wood - pianoforte
- Bobby Emmons - organo
- Charlie McCoy - armonica
- Mike Leech - basso
- Hayward Bishop - batteria
- The Jordanaires - accompagnamento vocale, cori

Don't Be Cruel (Slow Version)
- Billy Swan - voce
- Dennis Linde - chitarra acustica
- Reggie Young - chitarra elettrica
- John Christopher - chitarra elettrica
- Bobby Wood - pianoforte
- Bobby Emmons - organo
- Mike Leech - basso
- Hayward Bishop - batteria
- The Jordanaires - accompagnamento vocale, cori

Wedding Bells
- Billy Swan - voce, chitarra acustica, accompagnamento vocale, coro
- Dennis Linde - chitarra acustica
- Reggie Young - chitarra elettrica
- Lloyd Green - chitarra pedal steel
- Bobby Emmons - pianoforte elettrico
- Don Sheffield - strumento a fiato
- George Tidwell - strumento a fiato
- Billy Puett - strumento a fiato
- Dennis Good - strumento a fiato
- Mike Leech - basso
- Hayward Bishop - batteria
- Farrell Morris - chimes
- Nashville Strings - strumenti ad arco (arrangiati da Bill Justis)

Ways of a Woman in Love
- Billy Swan - voce, woodblock, accompagnamento vocale, coro
- Dennis Linde - chitarra acustica, accompagnamento vocale, coro
- John Christopher - chitarra acustica
- Bobby Wood - pianoforte
- Bobby Emmons - pianoforte elettrico
- Mike Leech - basso
- Hayward Bishop - batteria
- Nashville Strings - strumenti ad arco (arrangiati da Bill Justis)

P. M. S. (Post Mortem Sickness)
- Billy Swan - voce
- Dennis Linde - chitarra acustica
- John Christopher - chitarra acustica
- Reggie Young - chitarra elettrica
- Bobby Wood - pianoforte
- Bobby Emmons - pianoforte elettrico
- Mike Leech - basso
- Hayward Bishop - batteria, percussioni
- Buzz Cason - accompagnamento vocale, coro
- Bergan White - accompagnamento vocale, coro
- Hershel Wigginton - accompagnamento vocale, coro

Note aggiuntive
- Chip Young e Billy Swan - produttori
- Registrazioni effettuate al Youngun Sound Studio di Murfreesboro, Tennessee (Stati Uniti)
- Chip Young - ingegnere delle registrazioni
- Masterizzato al Monument Recording Studio da Paul Richmond
- Bill Barnes e Julie Holiner - design copertina album
- Ken Kim - fotografia copertina album[7]

## Classifica
Album
| Anno | Classifica         | Posizione raggiunta |
| ---- | ------------------ | ------------------- |
| 1975 | Top Country Albums | 1                   |
| 1975 | Billboard 200      | 21                  |

Singoli
| Anno | Titolo del brano       | Classifica             | Posizione raggiunta |
| ---- | ---------------------- | ---------------------- | ------------------- |
| 1974 | I Can Help             | Billboard Hot 100      | 1                   |
| 1975 | I'm Her Fool           | Billboard Hot 100      | 53                  |
| 1974 | I Can Help             | Adult Contemporary     | 6                   |
| 1974 | I Can Help             | Hot Country Songs      | 1                   |
| 1976 | Shake, Rattle and Roll | Hot Country Songs      | 95                  |
| 1974 | I Can Help             | Official Singles Chart | 6                   |
| 1975 | Don't Be Cruel         | Official Singles Chart | 42                  |